# Коне, Исмаэль
Исмаэ́ль Ке́ннет Жорда́н Коне́ (фр. Ismaël Kenneth Jordan Koné; род. 16 июня 2002, Абиджан) — канадский футболист ивуарийского происхождения, полузащитник клуба «Олимпик Марсель» и сборной Канады. Выступает на правах аренды за клуб «Сассуоло». Участник чемпионата мира 2022 года.

## Ранние годы
Коне родился в Абиджане (Кот-д’Ивуар). В 2010 году в возрасте 7 лет он переехал в Канаду, вырос в Монреале. Через два года он начал играть в футбол в команде «Нотр-Дам-де-Грас Пантерс». В 16 лет он перешёл в команду «Сен-Лоран». В составе «Сен-Лорана» он стал бронзовым призёром чемпионата Канады 2019 года среди юношей до 17 лет. Он проходил просмотры в Бельгии в клубах «Генк» и «Мускрон», но не смог подписать контракт с «Мускроном», так как у них не было средств для подписания неевропейского игрока. Вскоре после этого он был вынужден вернуться в Канаду из-за пандемии COVID-19, где начал тренироваться с командой «Клёб де Фут Монреаль» до 23 лет и получил приглашение в тренировочный лагерь первой команды клуба в 2021 году.

## Клубная карьера
13 августа 2021 года Коне подписал свой первый профессиональный контракт с «Клёб де Фут Монреаль» сроком на два года и с опциями продления на сезоны 2023 и 2024. Свой профессиональный дебют, который состоялся 23 февраля 2022 года в матче Лиги чемпионов КОНКАКАФ против мексиканского «Сантоса Лагуны», он отметил голом. В MLS он дебютировал 27 февраля в матче стартового тура сезона 2022 против «Орландо Сити».
В начале 2023 года Коне перешёл в английский «Уотфорд», подписав контракт на 4,5 года. Сумма трансфера составила 8,1 млн евро. За «Уотфорд» он дебютировал 7 января в матче Кубка Англии 2022/23 против «Рединга». В Чемпионшипе он дебютировал 14 января в матче против «Блэкпула».

## Международная карьера
За сборную Канады Коне дебютировал 24 марта 2022 года в отборочном матче чемпионата мира 2022 против сборной Коста-Рики, заменив на 79-й минуте Джонатана Осорио. 11 ноября в товарищеском матче против сборной Бахрейна он забил свой первый гол за национальную команду.
Коне принял участие в чемпионате мира 2022 в Катаре. На турнире он сыграл в матчах против команд Бельгии, Хорватии и Марокко.
По итогам 2022 года Коне был признан молодым футболистом года в Канаде.

### Голы за сборную Канады
| #   | Дата           | Место                                       | Противник | Результат | Счёт | Соревнование      |
| --- | -------------- | ------------------------------------------- | --------- | --------- | ---- | ----------------- |
| 01. | 11 ноября 2022 | Калифа Спортс Стэдиум, Мадинат-Иса, Бахрейн | Бахрейн   | 1:0       | 2:2  | Товарищеский матч |

## Достижения
Личные
- Молодой футболист год в Канаде : 2022